# Лаундсборо (Алабама)
Лаундсборо (енгл. Lowndesboro) град је у америчкој савезној држави Алабама. По попису становништва из 2010. у њему је живело 115 становника.

## Демографија
Према попису становништва из 2010. у граду је живело 115 становника, што је 25 (17,9%) становника мање него 2000. године.
| Група             | 2000.      | 2010.      |
| Белци             | 99 (70,7%) | 87 (75,7%) |
| Афроамериканци    | 35 (25,0%) | 24 (20,9%) |
| Азијати           | 0 (0,0%)   | 0 (0,0%)   |
| Хиспаноамериканци | 5 (3,6%)   | 1 (0,9%)   |
| Укупно            | 140        | 115        |